# Monument aux prisonniers de guerre du Stalag 369 de Cracovie
Le Monument aux prisonniers de guerre du Stalag 369 de Cracovie a été élevé en 1966 à la mémoire des prisonniers, soldats et sous-officiers, majoritairement français, mais aussi belges et néerlandais, internés de 1942 à 1944 au camp de détention à régime disciplinaire sévère Stalag 369 de Kobierzyn (actuel 8e arrondissement de Cracovie), rue Żywiecka.
C'est le professeur Jan Harasymowicz (pl), un des organisateurs de l'aide aux prisonniers, qui a entrepris la construction de ce monument.

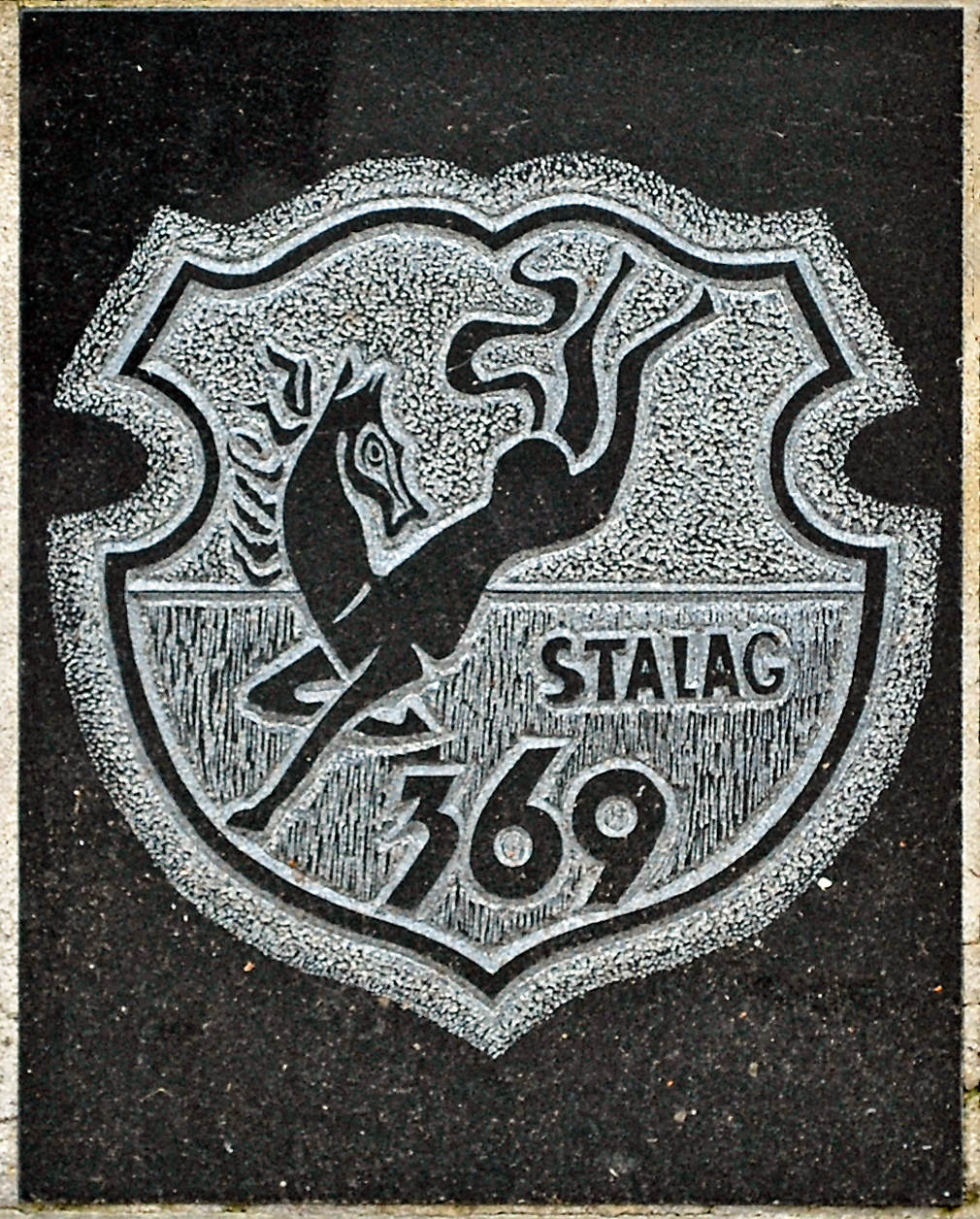

Le site où il se situe se nomme depuis 2010 « Square du général de Gaulle » (Skwer im. Generała de Gaulle'a),.